# Symphlebomis bicellulata
Symphlebomis bicellulata là một loài bướm đêm thuộc phân họ Arctiinae, họ Erebidae.